# 鳴尾事件
鳴尾事件（なるおじけん）とは、1950年9月9日に兵庫県武庫郡鳴尾村（現在の西宮市）の鳴尾競輪場（後の甲子園競輪場）で起こった騒擾事件。

## 概要
事件の舞台となった鳴尾競輪場は、この事件直前の9月3日に関西地方を直撃したジェーン台風により、メインスタンドや投票所の屋根が吹き飛ばされるなど、施設に大きな被害が出た。このため主催者側では明石競輪場で代替開催する事も検討したが、災害救援レースと銘打ち、収益の全てを災害復興資金に充てる事で開催に踏み切った経緯があったのだが、結果的にこれが裏目に出た。
1950年9月9日、午後4時50分に発走した第11レース（B級選抜、距離2000メートル）は、実用車を使用して9車立てで行われた。490メートル付近（当時は500mバンク）で、ある本命視されたN選手より、クランクピンが緩んだため自転車を降りたうえでレースをやり直したいと審判員に合図して申告がなされたが聞き入れられず、レースは中断されずそのまま継続され、他の選手は全員ゴールした。レース中から既に観客からはレースのやり直しを求めて罵声や怒号が上がっていたもののレースはそのまま成立し、結果として1着6番、2着1番で払戻金が11820円（的中車券216枚）の万車券となった。
審議結果の発表前より一部のファンが走路に押し込み審判台周辺で警察官などと押し問答を繰り返していたが、場内に「原因は対象選手の手落ち（整備不良。「愛車の念が欠けている」とされた）によるもので、同選手を1か月間鳴尾競輪場出場停止処分とする」旨と、「第12レースの発売を開始する」というアナウンスが流れるや否や、自転車が故障したN選手の責任で済まそうとしたことに納得いかなかった400〜500名のファンが罵声で叫びつつ金網を破って走路内に侵入して騒ぎ出したことで、これ以上の開催継続は困難と判断した主催者側は、第12レースの開催中止と車券の買戻しを発表し、事態の沈静化を図った。
だが、一部のファンは収まらず、待機中の消防車をひっくり返してガソリンを抜き取り木造のスタンドや払戻所4か所に放火した。さらに、車券売場を目掛けて投石し窓ガラスを全て破壊した上で金庫付近にも押しかけ投石、破壊、掠奪など悪質な暴行を行い、終いには穴場に入った一群が800万円もの大金の入った秘密金庫をも強奪せんと迫ったことから、事務所内に僅かに残っていた警察官は、現金強奪を図る暴徒に向けて威嚇射撃を行ったものの、ファン1名がその流れ弾に当たって死亡したため、騒乱は最高潮に達した。最終的に、観客のうち約5千名（当日の観客は1万人超）が暴徒と化した。
丁度この頃、応援に駆けつけた600名の警察隊やアメリカ陸軍のMP数名が到着して鎮圧を開始、催涙弾2発を発射して暴徒を場外に退散させ、騒乱の扇動者や事務所に放火した多くの観客を逮捕するとともに、場内に留まっていたファンの場外への誘導に務め、騒乱発生3時間後の午後8時にようやく沈静化した。ただ、正門付近で頑張る1500名が不穏な形成を見せたことで、警官隊は夜9時半より検挙を開始、約250名を逮捕した。

## 事件の影響
事件直後より、新聞紙上では「競輪を廃止せよ」の論調一色となった。このため、9月14日に通産省は鳴尾競輪場での開催中止を指令するとともに、各競輪場の施設改善や騒乱発生防止対策の導入を指示したが、既に世論は政府にまで達しており、当時の吉田茂首相が関係閣僚と会見して競輪廃止の方針を確認した上、閣議了承するに至った。この結果、9月16日からの全国一斉の2ヶ月間の開催自粛を決定するとともに、政府内で競輪存続の是非を検討したが、最終的には競輪存続が決定した。
しかしながら、世論では引き続き競輪廃止論が収まらなかったため、選手の資質の改善や開催方法の見直し、施設改善などの運営方法の改善を図るなどして競輪再開への環境整備に努め、11月15日に開催再開された。
1951年、日本共産党より競輪廃止法案が提出され、大差で否決されたものの、引き続き諸制度の見直しを行った。なお、騒乱の舞台となった鳴尾競輪場は、甲子園競輪場と名称を改めるなどして、同年にレースを再開した。
また、この事件をはじめ、各地の競輪場や競馬場で発生した騒乱事件や、ギャンブルを社会悪と見る風潮から1955年には、当時の河野一郎農林大臣が「公営ギャンブルの開催は土日に限定させるべき」という談話を発表し、事件の印象が強く残る関西地方の競輪場では、豊中競輪場や神戸競輪場、明石競輪場を始め、収益が好調であった大阪市の2競輪場も閉鎖されるなどの影響が出た。
事件以前は競輪を「きょうわ」、「きょうりん」と発音していたが、鳴尾事件が発生した時に語られた揶揄（「狂輪」や「恐輪」など）を避けるため、事件以降は「けいりん」に改められた。
さらに、鳴尾村は上述のようにジェーン台風による被害を受けて財政的に厳しい状態となっていたが、この事件で競輪の収益が断たれたこともあって危機的な状態となり、翌1951年4月1日に西宮市へ編入された。
なお、この鳴尾事件の顛末と、その後の開催自粛、競輪廃止論から再開に至るまでの経緯は、『競輪三十年史』のp.172 - 189にかけて詳細な記述がある。

## その他
事件の発端となったクランクピンの緩みは、本来競走向きではない実用車（一般の商用タイプの自転車）を競走に使用していることから、この事件が発生する前から何度か発生していたといわれる。このため、事故報告書においては、自転車のクランクピンの材質に問題があり、弛緩防止のための材質変更などを防止策の一つとしてあげている。